# Nhánh gan tay của thần kinh trụ
Nhánh gan tay của thần kinh trụ (tiếng Anh: palmar branch of the ulnar nerve) phát sinh ở vị trí cách cổ tay khoảng 5 cm, tách ra từ thần kinh trụ.
Nhánh gan tay là đoạn tiếp nối của thần kinh trụ khi thần kinh bắt chéo hãm gân gấp ở phía ngoài của xương đậu, ở vị trí sau-trong động mạch trụ.
Một số tài liệu viết, nhánh gan tay của thần kinh tận cùng bằng cách phân chia nhánh nông và sâu. Một số tài liệu khác lại viết, nhánh nông của thần kinh trụ và nhánh sâu của thần kinh trụ mới là nhánh tận cùng, tách ra trực tiếp từ thần kinh trụ.

## Hình ảnh bổ sung

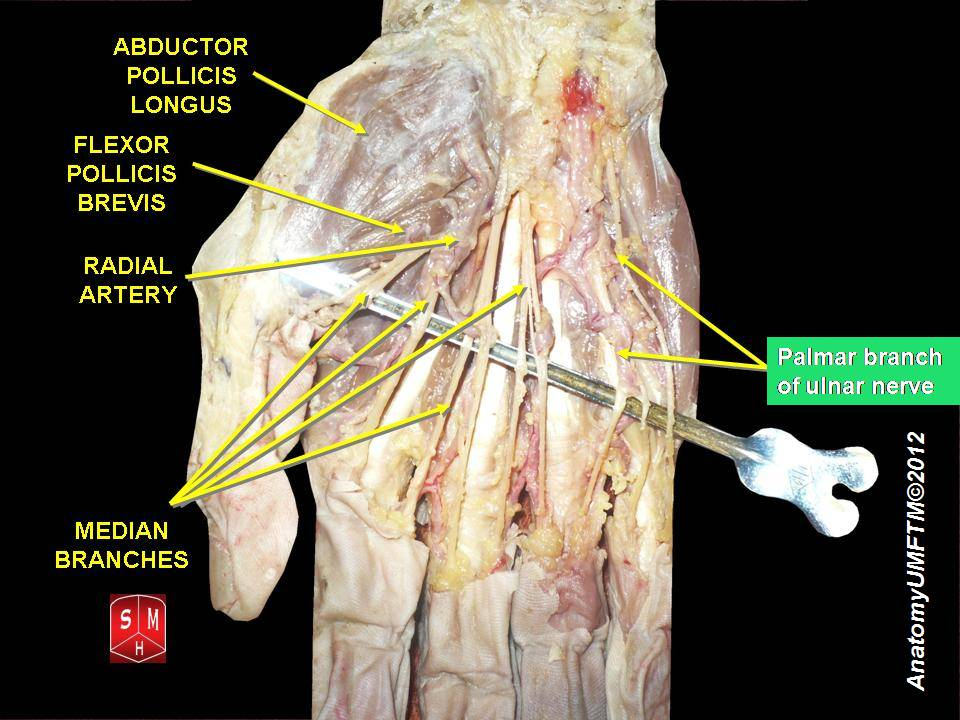
Nhánh gan tay của thần kinh trụ
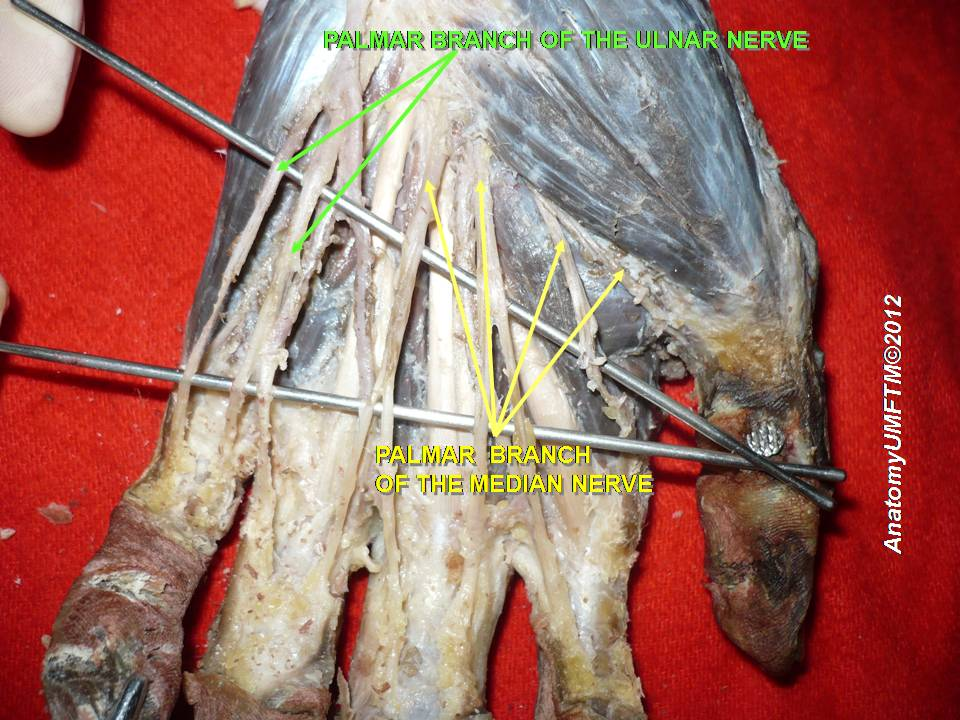
Nhánh gan tay của thần kinh trụ